# Kuala Lumpur Open Squash Championships
Die Kuala Lumpur Open Squash Championships sind ein seit 2002 jährlich stattfindendes Squashturnier für Herren und Damen. Es findet in Kuala Lumpur, Malaysia, statt und ist jeweils Teil der PSA World Tour der Herren und der WSA World Series der Damen.
Das erst seit 2006 ausgetragene Herrenturnier gehört aktuell zur Kategorie International 50. Das Gesamtpreisgeld beträgt 50.000 US-Dollar. Bei den Damen gehört das Turnier zur Kategorie World Series Gold und hat ein Gesamtpreisgeld in Höhe von 70.000 US-Dollar.
Mit sieben Titeln ist Nicol David Rekordsiegerin bei den Damen, während Karim Darwish das Turnier bei den Herren in den Jahren 2011 und 2013 als einziger bereits zweimal gewann.

## Sieger

### Herren
| Jahr                   | Sieger              | Finalgegner         | Finalergebnis                  |
| ---------------------- | ------------------- | ------------------- | ------------------------------ |
| 2014: keine Austragung |                     |                     |                                |
| 2013                   | Karim Darwish       | Mohamed Elshorbagy  | 11:9, 12:10, 11:7              |
| 2012                   | Omar Mosaad         | Adrian Grant        | 11:6, 13:11, 12:14, 6:11, 11:8 |
| 2011                   | Karim Darwish       | Mohamed Elshorbagy  | 11:9, 11:9, 11:3               |
| 2010                   | Ramy Ashour         | Karim Darwish       | 11:8, 11:8, 11:9               |
| 2009                   | Peter Barker        | Adrian Grant        | 11:6, 11:2, 11:4               |
| 2008                   | Ong Beng Hee        | Mohd Azlan Iskandar | 11:8, 15:13, 12:10             |
| 2007                   | Mohammed Abbas      | Stewart Boswell     | 11:6, 11:5, 11:5               |
| 2006                   | Mohd Azlan Iskandar | Ong Beng Hee        | 6:11, 11:8, 12:10, 6:11, 11:4  |

### Damen
| Jahr                         | Sieger           | Finalgegner       | Finalergebnis                 |
| ---------------------------- | ---------------- | ----------------- | ----------------------------- |
| 2014: keine Austragung 1     |                  |                   |                               |
| 2013                         | Laura Massaro    | Alison Waters     | 11:9, 11:7, 11:6              |
| 2012                         | Nicol David      | Annie Au          | 11:4, 12:10, 11:9             |
| 2011                         | Nicol David      | Madeline Perry    | 11:6, 11:6, 11:2              |
| 2010                         | Nicol David      | Omneya Abdel Kawy | 11:4, 11:2, 13:11             |
| 2009                         | Natalie Grainger | Nicol David       | 11:8, 10:12, 11:7, 5:11, 11:6 |
| 2008                         | Nicol David      | Natalie Grinham   | 9:4, 9:2, 9:2                 |
| 2007                         | Nicol David      | Natalie Grinham   | 6:9, 9:3, 9:6, 7:9, 9:6       |
| 2006                         | Vanessa Atkinson | Nicol David       | 9:7, 4:9, 9:1, 9:3            |
| 2005                         | Nicol David      | Annelize Naudé    | 9:4, 9:2, 9:0                 |
| 2003, 2004: keine Austragung |                  |                   |                               |
| 2002                         | Nicol David      | Ellen Petersen    | 9:2, 9:7, 8:10, 9:4           |

 1 Da die Weltmeisterschaft in Kuala Lumpur ausgetragen wurde, entfiel das Turnier in diesem Jahr.